# Medava diminuta
Medava diminuta är en fjärilsart som beskrevs av Dyar 1914. Medava diminuta ingår i släktet Medava och familjen trågspinnare. Inga underarter finns listade i Catalogue of Life.